# Бизи, Джузеппе
Джузе́ппе Бизи (итал. Giuseppe Longhi; 1787—1869) — итальянский живописец, писавший преимущественно пейзажи в романтическом стиле. Брат художника Микеле Бизи.

## Биография
Джузеппе Бизи родился и учился в Милане, Ломбардия. В 1829 году он отправился в Рим, писал романтические пейзажи в области Лацио. Вернувшись в Милан, в 1838 году он получил должность профессора пейзажной живописи в Академии Брера. Джузеппе женился на художнице Эрнесте Леньяни; их дочь Фульвия Бизи училась живописи у отца. Племянник Луиджи стал выдающимся художником. Среди последователей Джузеппе Бизи были Роберто Гаравалья (умер в 1846 году) и Гаэтано Гарибольди (умер в 1857 году).

## Галерея

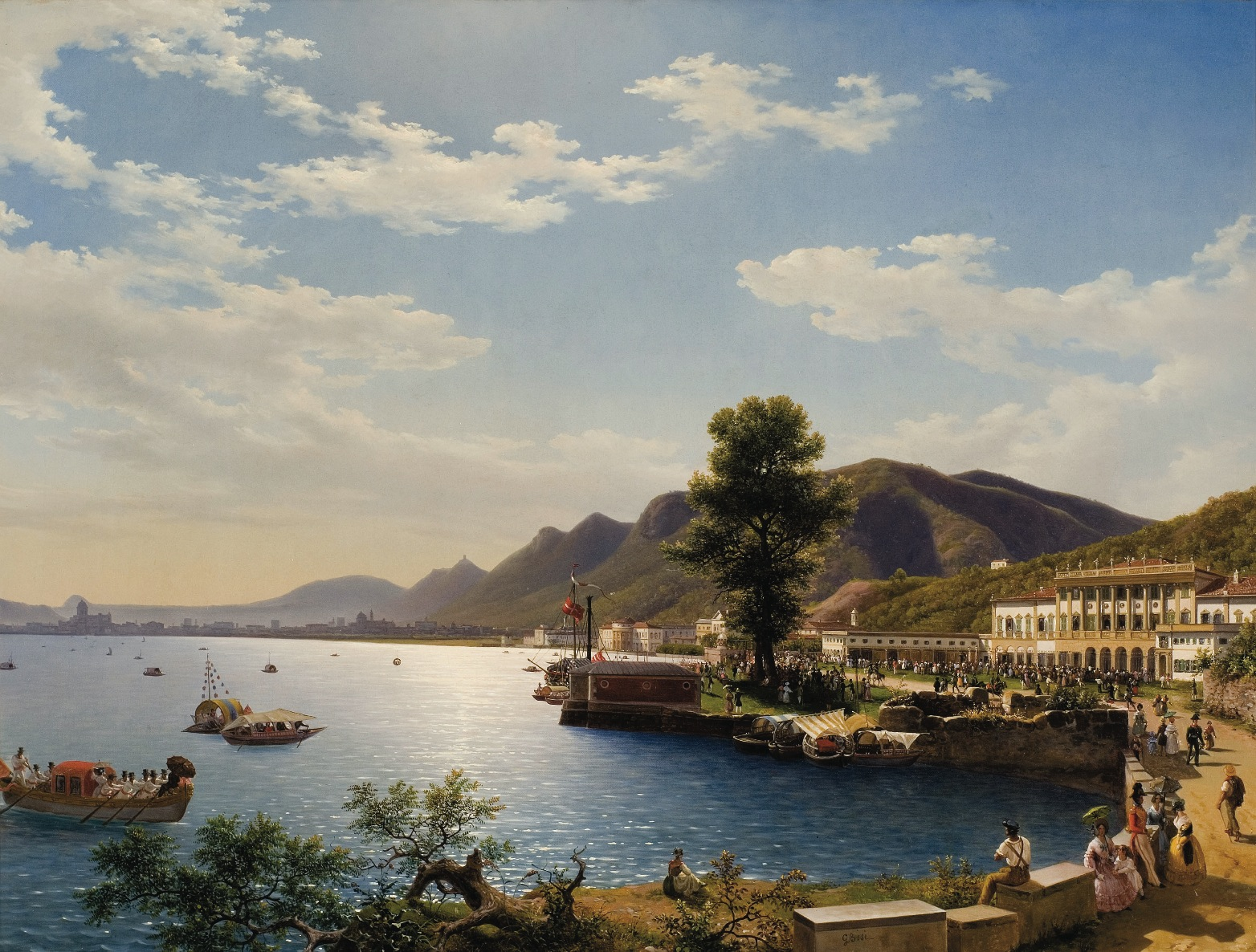
Вилла Ольмо на озере Комо. 1838
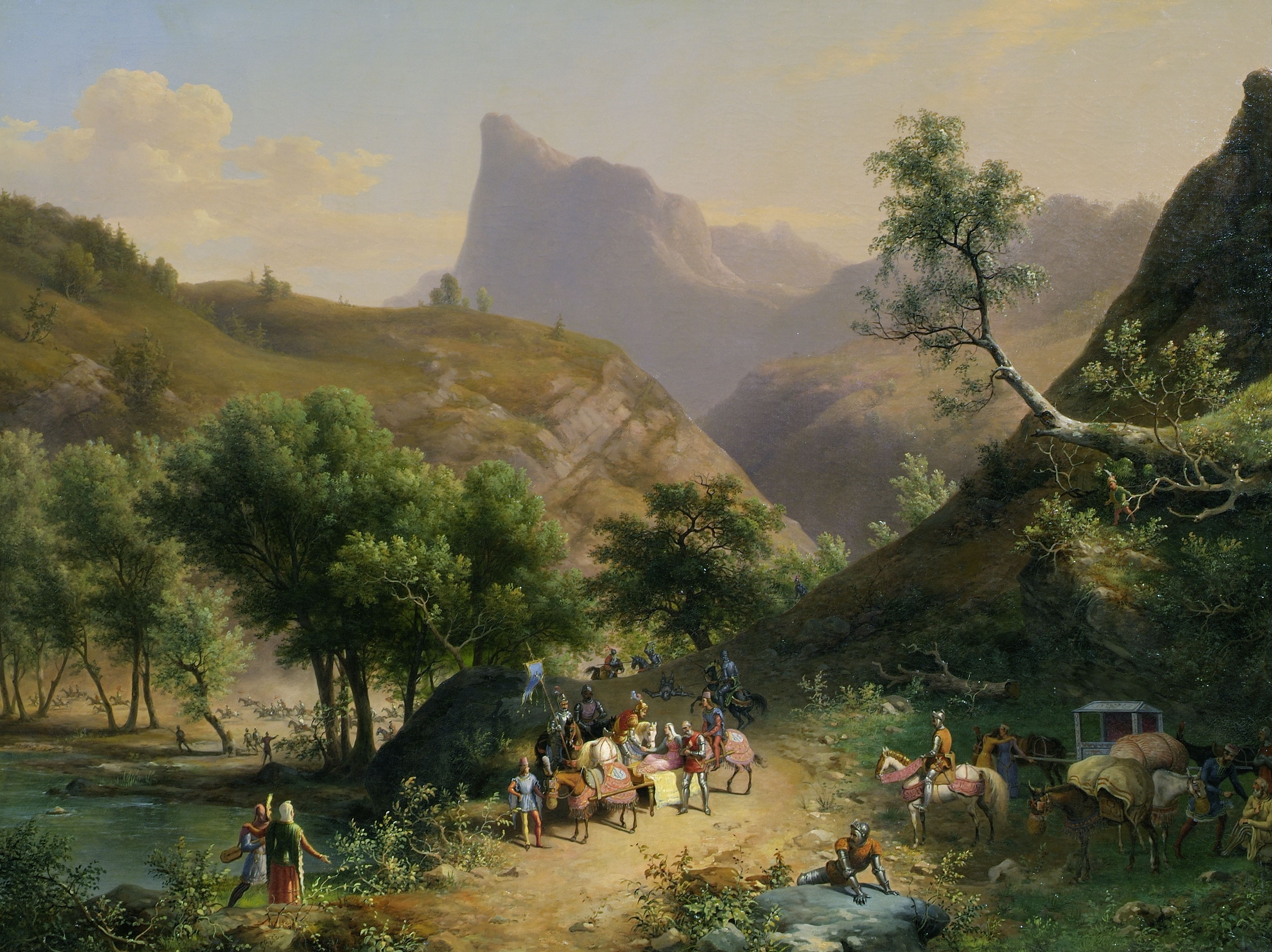
Похищение дочери герцога Женевского (?) Томасом Савойским. Ок. 1838. Холст, масло. Галерея Бельведер, Вена
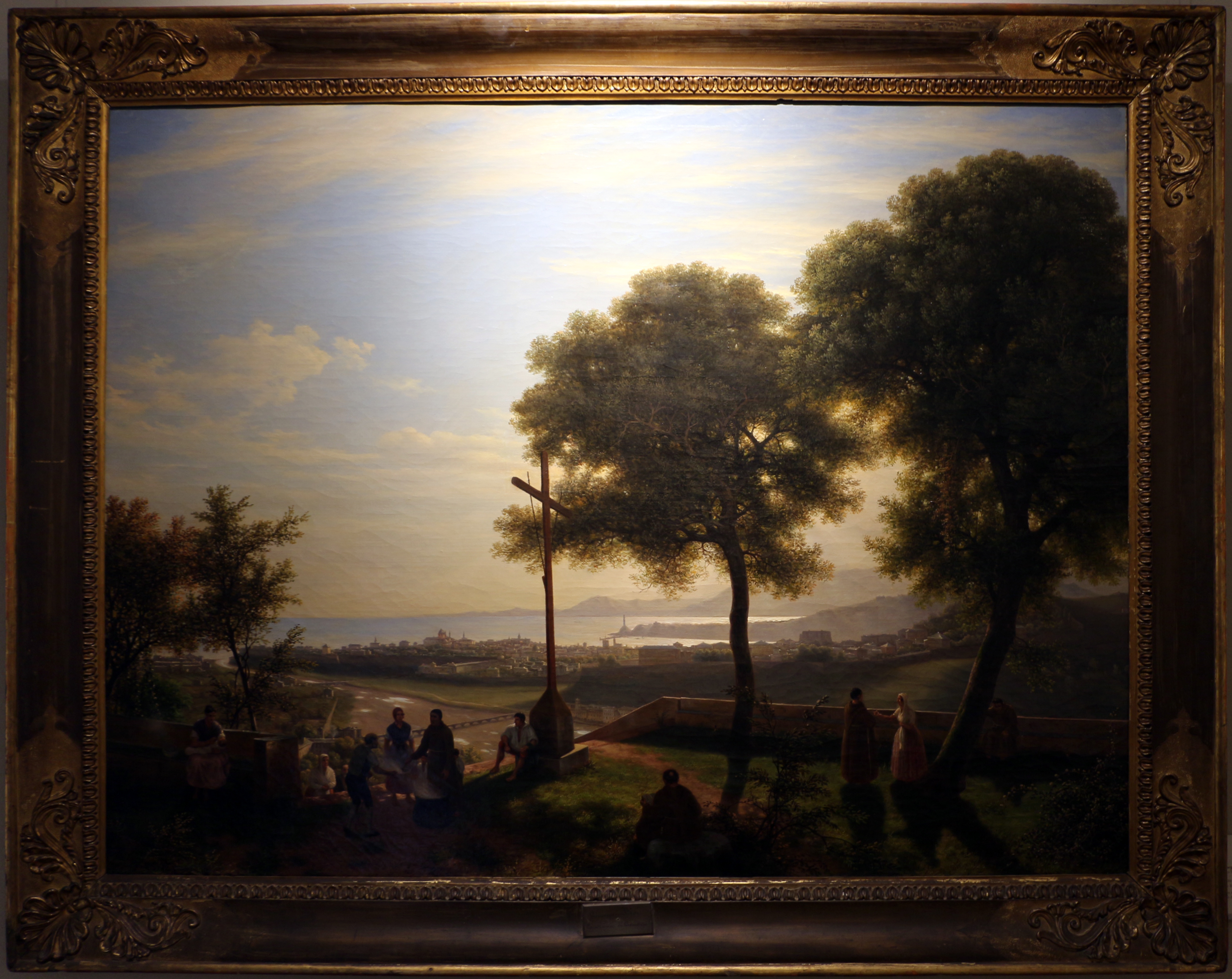
Вид Генуи. Между 1825 и 1845. Холст, масло. Галерея современного искусства, Милан
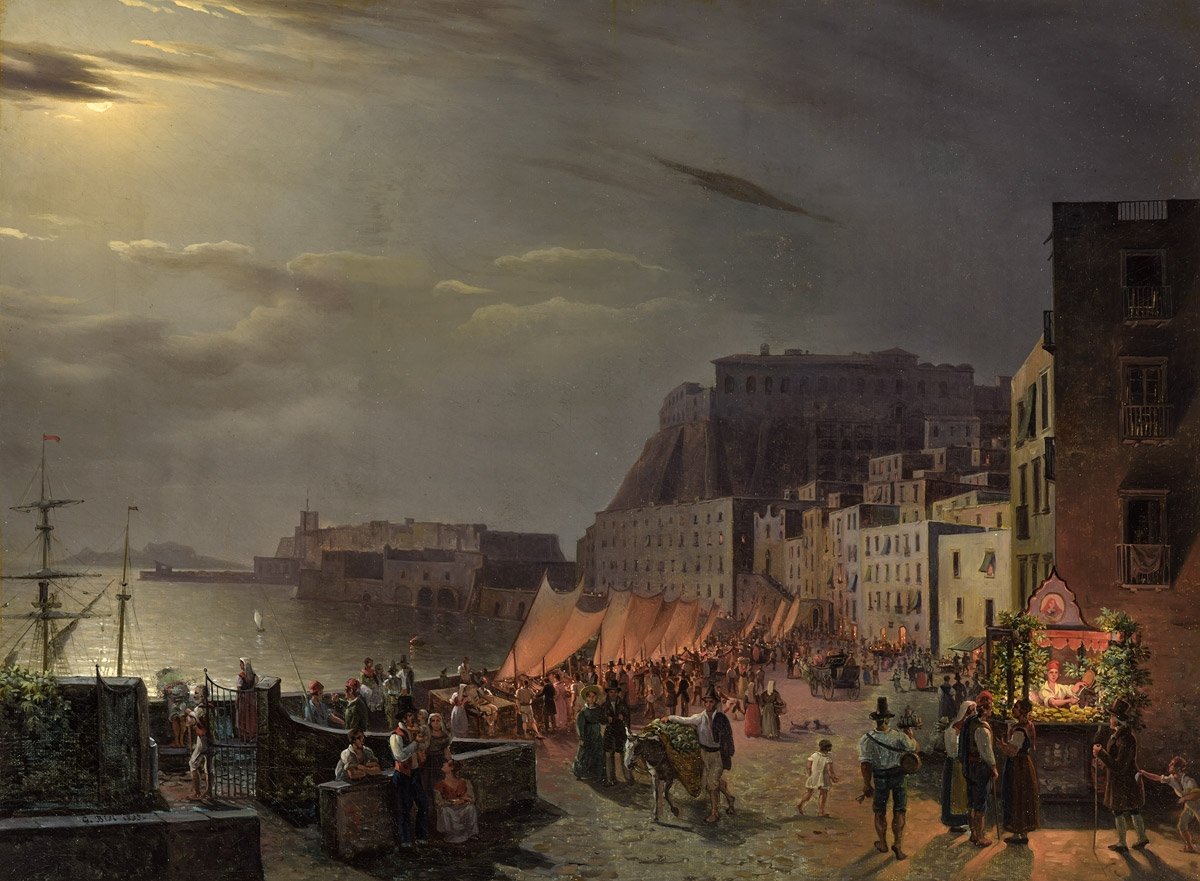
Рынок в Неаполе. 1823. Частное собрание
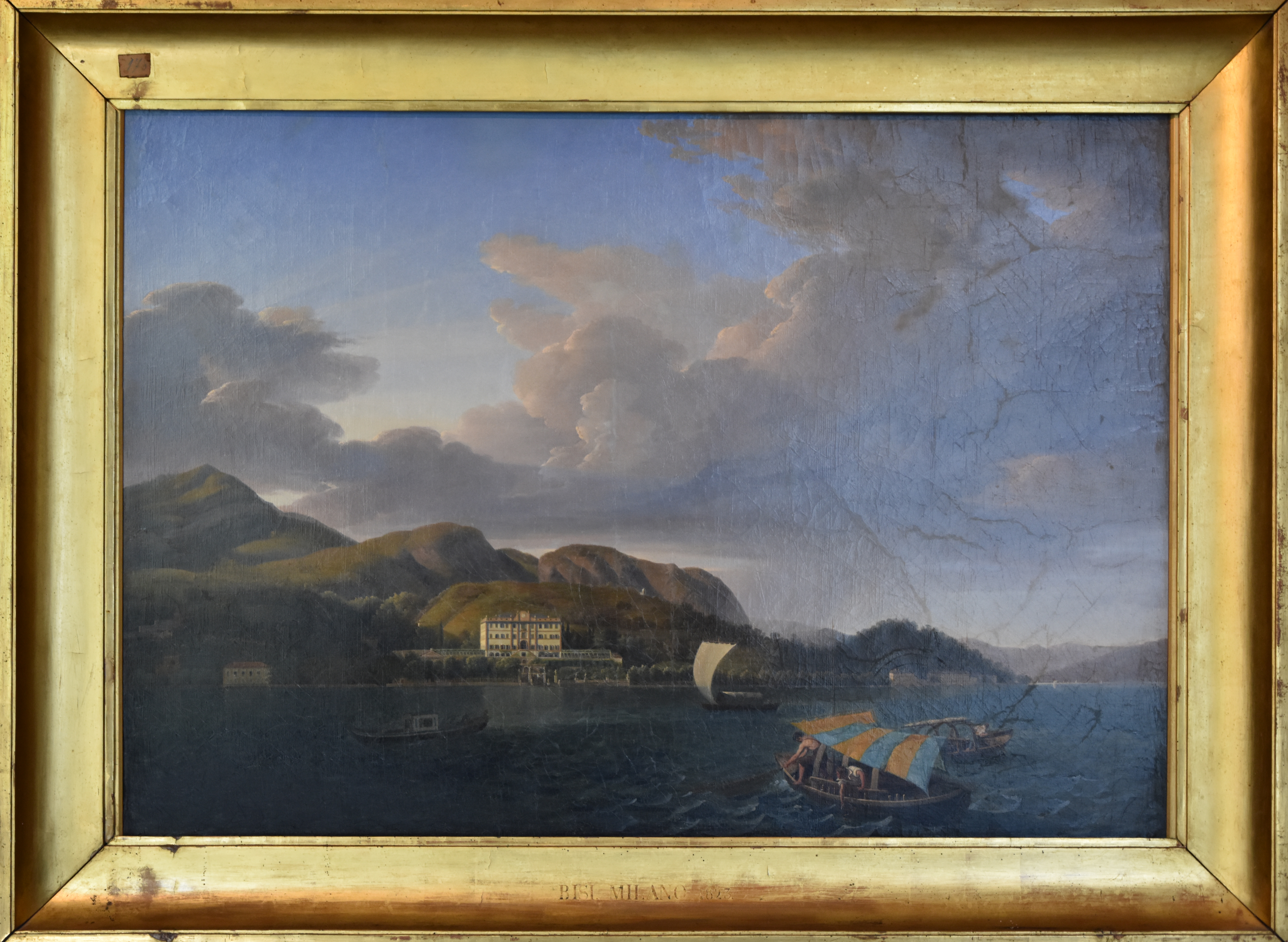
Вилла Карлотта. 1823. Холст, масло. Вилла Карлотта, Тремедзина, Комо